# Lasiodora cristata
Lasiodora cristata é uma espécie de aranha pertencente à família Theraphosidae (tarântulas).